# Barleeiidae
Barleeiidae is een familie van weekdieren uit de klasse van de Gastropoda (slakken).

## Geslachten
- Ansola Slavoschevskaya, 1975
- Barleeia W. Clark, 1853
- Caelatura Conrad, 1865
- Fictonoba Ponder, 1967
- Ketosia Dos Santos & Absalão, 2006
- Lirobarleeia Ponder, 1983
- Protobarleeia Ponder, 1983
- Pseudodiala Ponder, 1967
- Tropidorissoia Tomlin & Shackleford, 1915